# Bendje
Bendje è un dipartimento della provincia di Ogooué-Maritime, in Gabon, che ha come capoluogo Port-Gentil.